# Guitar Spectrum of Music
Guitar Spectrum of Music – trzeci album autorski gitarzysty Ryszarda Styły.

## Lista utworów
1. A Woman Mountaineer – 6:43
2. My Funny Caroline – 7:06
3. Yearning – 7:11
4. Waltz for Jaco – 3:38
5. Spectrum Session – 6:20
6. Lobo Lobo – 6:35
7. Tongue Twister – 9:17
8. Goldenmajer XO – 9:30
9. Junior Blues – 7:50
10. Electric Eleven – 6:05
11. Music Chat – 2:40

## Obsada
Spectrum Session:
- Ryszard Styła – gitara, syntezator gitarowy Roland, kompozycje (1-11), aranżacje (1-11)
- Billy Dickens – gitara basowa
- Ernie Adams – perkusja
- Jan Pilch – instrumenty perkusyjne (2, 4, 5)
- Tadeusz Leśniak – instrumenty klawiszowe (3, 6, 7, 8, 10), aranżacje (6, 10)
- Robert Kubiszyn – double bass (4)
- Leszek Szczerba – saksofon sopranowy (8)

## Personel
- Recorded and mixed by Dariusz Grela at Grelcom Studio in 1997
- Produced by Ryszard Styła
- Published by Music Multi Media
- Photographs by Maciej Zienkiewicz
- Graphic design by Jacek Dembosz and Adam Borkowski – Studio Demigraf